# Ixchela furcula
Ixchela furcula is een spinnensoort uit de familie trilspinnen (Pholcidae). De soort komt voor in Guatemala, Honduras en El Salvador.